# Leucania pseudoformosana
Leucania pseudoformosana là một loài bướm đêm trong họ Noctuidae.